# Liste du patrimoine mondial au Malawi
Cet article recense les sites inscrits au patrimoine mondial au Malawi

## Statistiques
Le Malawi ratifie la Convention pour la protection du patrimoine mondial, culturel et naturel le 5 janvier 1982. Le premier site protégé est inscrit en 1984.
En 2025, le Malawi compte 3 sites inscrits au patrimoine mondial, 2 culturels et 1 naturel. 
Le pays a également soumis 6 sites à la liste indicative, 3 culturels, 1 naturel et 2 mixtes :
- 2 ont été soumis le 17 mai 2000 ;
- les 4 autres, le 1er février 2011.

## Listes

### Patrimoine mondial
Les sites suivants sont inscrits au patrimoine mondial.
| Id.  | Bien                             | Région(s)     | Année | Superficie (ha) | Critères et notes         | Coordonnées                  | Illus. |
| ---- | -------------------------------- | ------------- | ----- | --------------- | ------------------------- | ---------------------------- | ------ |
| 476  | Art rupestre de Chongoni         | Centrale      | 2006  | 12 640          | Culturel, (iii), (vi)     | 14° 17′ 35″ S, 34° 16′ 44″ E |        |
| 289  | Parc national du lac Malawi      | Centrale, Sud | 1984  | 9 400           | Naturel, (vii), (ix), (x) | 14° 01′ 59″ S, 34° 52′ 59″ E |        |
| 1201 | Paysage culturel du Mont Mulanje | Sud           | 2025  | 89 546          | Culturel, (iii), (vi)     | 15° 54′ 42″ S, 35° 39′ 29″ E |        |

### Liste indicative
Les sites suivants sont inscrits sur la liste indicative.
| Site                                                        | Région | Type                                | Date | Lien | Notes | Coordonnées | Illus. |
| ----------------------------------------------------------- | ------ | ----------------------------------- | ---- | ---- | --- | --- | ------ |
| Réserve de biosphère du mont Mulanje                        | Sud    | Naturel (x)                         | 2000 | 1419 | Inscrit sous le nom « Mulanje Mountain Biosphere Reserve » | 15° 56′ 31″ sud, 35° 38′ 31″ est |        |
| Parc national de Nyika                                      | Nord   | Mixte                               | 2000 | 1420 | Inscrit sous le nom « Nyika National Park » | 10° 33′ 00″ sud, 33° 49′ 59″ est |        |
| Khulubvi et les temples de la pluie sacrés mbona associés   | Sud    | Culturel (iii), (v)                 | 2011 | 5602 | Inscrit sous le nom « Khulubvi And Associated Mbona Sacred Rain Shrines », le site comprend plusieurs lieux spirituels du peuple Mang'anja. | |        |
| Routes des esclaves du Malawi et piste de David Livingstone |        | Culturel (iii), (iv)                | 2011 | 5603 | Inscrit sous le nom « Malawi Slave Routes and Dr. David Livingstone Trail », le site comprend des sites liés au commerce d'esclaves à Nkhotakota, Karonga, Mangochi et Phalombe, ainsi que des forts réutilisés par les Britanniques lors de la colonisation (forts Johnstone, Lister, Hill, Maguire, Manning et Mangochi (en)). | 13° 00′ 02″ sud, 34° 17′ 57″ est 10° 00′ 58″ sud, 33° 56′ 02″ est 14° 33′ 01″ sud, 35° 15′ 58″ est 15° 53′ 10″ sud, 35° 39′ 12″ est |        |
| Zones humides du lac Chilwa                                 | Sud    | Culturel (ix), (x)                  | 2011 | 5604 | Inscrit sous le nom « Lake Chilwa Wetland » ; le lac forme également un site Ramsar. | 15° 15′ 00″ sud, 35° 40′ 01″ est |        |
| Réserve de vie sauvage du marais de Vwaza (en)              | Nord   | Mixte (iii), (v), (viii), (ix), (x) | 2011 | 5605 | Inscrit sous le nom « Vwaza Marsh Wildlife Reserve » | 11° 00′ 00″ sud, 33° 28′ 01″ est |        |